# Cryptosphaeria
Cryptosphaeria Ces. & De Not. – rodzaj grzybów z typu workowców Ascomycota.

## Systematyka i nazewnictwo
Pozycja w klasyfikacji według Index Fungorum: Diatrypaceae, Xylariales, Xylariomycetidae, Sordariomycetes, Pezizomycotina, Ascomycota, Fungi.
Takson utworzyli Vincenzo de Cesati i Giuseppe De Notaris w 1863 roku. Synonimy:
- Cladosphaeria Nitschke ex Jacz. 1894
- Cryptosphaerina Lambotte & Fautrey ex Sacc. & P. Syd. 1902
- Halocryptosphaeria Dayar., Devadatha, V.V. Sarma & K.D. Hyde 2020
- Stigmatopsis Traverso 1906

Gatunki występujące w Polsce
- Cryptosphaeria eunomia (Fr.) Fuckel 1870

Nazwy naukowe na podstawie Index Fungorum. Wykaz gatunków według Andrzeja Chlebickiego